# Obřanská textilní továrna
Obřanská textilní továrna je bývalá textilka v Brně, ve čtvrti Obřany. Stojí na malém ostrově, který tvoří hlavní tok řeky Svitavy a Obřanský náhon. Přes západní část ostrova vede Obřanský most.

## Historie
Na místě této továrny stával původně Slámův mlýn, jenž využíval náhon. Již před rokem 1885 zde vznikla ještě malá přádelna, kterou měla pronajata textilní firma podnikatele Berana.
V roce 1900 koupila mlýn a přádelnu firma Eduarda Ernsta Esslera. Továrna, která se zaměřila výhradně na textilní výrobu, roku 1913 vyhořela. Na jejím místě pak vyrostla nová budova. Tu převzal v roce 1915 od svého otce Adolf Essler, který ji především v poválečných letech začal rozšiřovat. Od roku 1917 vyráběla vodní elektrárna v továrně umístěná elektrický proud pro osvětlení veřejného osvětlení obce. V roce 1922 vzniklo oddělení na apreturu a byla postavena nová čtyřpodlažní železobetonová budova, roku 1933 pak byla instalována nová Kaplanova turbína a v následujícím roce byla vystavěna nová budovy tkalcovny, do níž byly přeneseny stroje z dependence továrny, která byla do té doby na Trnité ulici v centru Brna. V 30. letech zde bylo zaměstnáno až 600 zaměstnanců z Obřan a Maloměřic.
Po obsazení Československa Německem byla továrna zabavena jako židovský majetek a majitel, Adolf Essler, byl odvlečen do koncentračního tábora. Po osvobození Československa byl Essler označen za kolaboranta a jeho majetek byl zabaven. Po roce 1948 byla továrna začleněna do Moravskoslezských závodů a po dosazení nového ředitele byla přejmenována na národní podnik Moravskoslezské vlnařské závody.
V průběhu druhé poloviny 20. století byl název továrny ještě několikrát změněn. Textilní výroba byla však po celou dobu zachována.
V roce 1992 byla výroba v továrně zastavena. V současné době je továrna nevyužívána a uvažuje se o její další budoucnosti.